# Шакирова, Тамара Халимовна
Тамара Халимовна Шакирова (Гани́ева; 26 ноября 1955, Ташкент — 22 февраля 2012, Ташкент) — советская и узбекская киноактриса. Заслуженная артистка Узбекской ССР (1983), лауреат Государственной премии Узбекской ССР (1983).

## Биография
Тамара Ганиева (урожд. Шакирова) родилась 26 ноября 1955 года в Ташкенте (Узбекская ССР) в многодетной семье узбека Халима Шакирова и украинки Ольги Гузенко. Начала сниматься в кино, будучи 14-летней школьницей, сыграв в 1970 году эпизодическую роль студентки в фильме режиссёра Анатолия Кабулова «Слепой дождь» (1970).
После этого много снималась, создав целый ряд запоминающихся женских образов («Это было в Коканде», «Хорезмийская легенда», «Семург», «Огненные дороги»).
С 1973 года работала актрисой на киностудии «Узбекфильм». Закончила заочное отделение актёрского факультета Ташкентского театрально-художественного института им. А. Островского (1974—1976, ныне Государственный институт искусств Узбекистана).
Скончалась от рака 22 февраля 2012 года.

## Семья
Муж — Отабек Хатамович Ганиев (ум. 1985), внук известного советского и узбекского кинорежиссёра Наби Ганиева. От их брака родились: Райхон (род. 1978; впоследствии стала певицей эстрады и актрисой, популярной в Узбекистане и за его пределами) и младшая Насиба Нигманова (Шакирова) (род. 1994; врач педиатр).

## Награды
- Государственная премия Узбекской ССР им. Хамзы «За исполнение женских образов» в фильмах «Ленинградцы — дети мои» и «Непокорная» (1983).[3]
- Заслуженная артистка Узбекской ССР (1983).

## Фильмография
- 1970 — Слепой дождь — эпизод
- 1970 — Под палящим солнцем
- 1970 — Интеграл — невеста
- 1971 — Без страха — Гульсара
- 1971 — Здесь проходит граница — невеста Амана
- 1972 — Семург — Зубейда
- 1973 — Мой добрый человек — Саида
- 1973 — Чинара — Хадия, невеста Акбарали
- 1973 — Побег из тьмы — Рано (дублировала Валентина Тэжик)
- 1974 — Абу Райхан Беруни — Заррин Гис, дочь Кабуса
- 1974 — Главный день — Тамара
- 1975 — Выше только облака
- 1975 — Краткие встречи на долгой войне — Гульшод
- 1976 — Седьмой джинн — Фируза, дочь Падишаха
- 1977 — Дом под жарким солнцем — Ойдин
- 1977 — Это было в Коканде — Халима
- 1978 — Хорезмийская легенда — Малика
- 1978—1984 — Огненные дороги — Юлдузхон, мачеха Зубейды (озвучила Наталья Гвоздикова)
- 1979 — Серое дыхание дракона / Des Drachens grauer Atem (ГДР) — Сатханассаи
- 1979 — Воздушные пешеходы — Замира
- 1980 — Ленинградцы, дети мои… — Хадича
- 1980 — Седьмая пятница — Азиза
- 1981 — Непокорная — Джумагуль
- 1983 — На перевале не стрелять! — Фатима, племянница тетушки Хафият
- 1983 — Пароль — «Отель Регина» — Холнисо
- 1983 — Семейные тайны (Таджикфильм) — Дильбар
- 1985 — Украли жениха — (Азербайджанфильм) — Нигяр
- 1986 — Алмазный пояс — Вазира
- 1988 — Пейзаж глазами спринтера — Дамира
- 1988 — Чудовище или кто-то другой
- 1989 — Кодекс молчания
- 1989 — Сын
- 1990 — Ултуган
- 1991 — Железный мужчина
- 1991 — Смерть прокурора — Халима Базиева, прокурор
- 1992 — Алиф Лейла (Узбекистан, Индия)
- 1992 — Маклер (Узбекистан)
- 1993 — Ангел в огне (Узбекистан)
- 1993 — Красный поезд (Азербайджанфильм)
- 1997 — Я хочу (Узбекистан, Япония)
- 1998 — Очаровательная малышка с золотым сердцем (Узбекистан)